# Мученик Леонтий (линейный корабль)
«Мученик Леонтий»  — парусный 64-пушечный линейный корабль Черноморского флота Российской империи.

## История службы
В ходе двухдневного сражения 17 — 18 июня 1788 года под Очаковом кораблями русской флотилии был захвачен 64-пушечный турецкий линейный корабль. Корабль вошел в состав Черноморского флота под именем «Мученик Леонтий». 21 июля 1788 года приведен к Кинбурну, откуда отправлен в Херсон для перевооружения и ремонта. 
Продолжил участие в Русско-турецкой войне на стороне России.
К 22 октября 1788 года перевооружение корабля было закончено, и он вышел из Херсона в Днепровский лиман, где находился до сентября 1789 года в составе эскадры контр-адмирала графа М. И. Войновича. 23 сентября эскадра покинула лиман и к 29 числу того же месяца прибыла в Севастополь.
C 16 октября по 14 ноября 1790 года эскадра контр-адмирала Ф. Ф. Ушакова, в составе которой находился и «Леонтий Мученик», прикрывала переход гребного флота из Днепра в Дунай. 10 июля 1791 года в составе той же эскадры корабль принимал участие в поисках турецкого флота. С 12 июля эскадра натолкнулась на турецкие корабли и начала их преследование, но, оказавшись самым тихоходным кораблем эскадры, «Леонтий Мученик» вынужден был повернуть в Севастополь, куда прибыл к 19 июля.
31 июля 1791 года принимал участие в сражении у мыса Калиакра, а 20 августа вместе с эскадрой вернулся в Севастополь. 
Корабль «Мученик Леонтий » разобран после 1791 года.

## Командиры корабля
Командирами линейного корабля «Мученик Леонтий» в разное время служили:
- Д. Н. Сенявин (1788 год);
- И. И. Ознобишин (1789 год);
- А. А. Обольянинов (1790—1791 годы).